# Heinrich Lenzen
Heinrich Jakob Lenzen (* 20. September 1900 in Homberg-Essenberg; † 19. Januar 1978 in Freiburg im Breisgau) war ein deutscher Bauforscher und Vorderasiatischer Archäologe.

## Leben und Wirken
Lenzen schloss den Besuch des Franz-Haniel-Gymnasiums in Duisburg 1919 mit dem Abitur ab. Er studierte anschließend Philosophie, Germanistik und Kunstgeschichte an den Universitäten Göttingen, Freiburg und München, außerdem Architektur und Baugeschichte an den Technischen Hochschulen Hannover und Berlin. Das Studium beendete er 1927 in Berlin als Diplom-Ingenieur. Lenzen fand zunächst eine Anstellung beim Amt für Denkmalpflege in Trier, wurde dann aber bereits 1928 von Walter Andrae als Mitarbeiter für die Vorderasiatische Abteilung der Staatlichen Museen zu Berlin gewonnen. Als Archäologe kam er ab 1931 für das Deutsche Archäologische Institut bei den Ausgrabungen in Uruk im Irak zum Einsatz, wobei er zeitweilig die Grabungsleitung innehatte.
1940 wurde er mit der Dissertation „Die Entwicklung der Zikurrat von ihren Anfängen bis zur Zeit der III. Dynastie von Ur“ zum Dr. ing. promoviert. 1945 wurde er Referent für Baugeschichte am Deutschen Archäologischen Institut. 1948 habilitierte er sich an der Technischen Universität Berlin mit seinem Beitrag über die „Architektur der Partherzeit in Mesopotamien und ihre Brückenstellung zwischen der Architektur des Westens und des Ostens“. Daran schloss sich seine Tätigkeit am Lehrstuhl für Baugeschichte und Bauaufnahme ebendort an. 1955 gründete er die Außenstelle Bagdad des Deutschen Archäologischen Instituts, der er als Gründungsdirektor bis zur Winterkampagne 1967/1968 vorstand und deren Fachzeitschrift „Baghdader Mitteilungen“ er begründete. Sein Nachfolger in diesem Amt wurde Jürgen Schmidt. Nach seiner Emeritierung hielt Lenzen noch bis 1972 eine Gastvorlesungsreihe an der Universität Bern ab.
1956 wurde er mit dem Bundesverdienstkreuz ausgezeichnet.